# Diffusion Bhabha

Diagramme de Feynman d'annihilation entre un positron et un électron.

Diagramme de Feynman de diffusion entre un positron et un électron.

En électrodynamique quantique, la diffusion Bhabha est un processus de diffusion entre une particule élémentaire et son antiparticule.
Ce processus porte le nom du physicien Homi Jehangir Bhabha.

## Description
La diffusion Bhabha entre un positron et un électron s'écrit :
{\displaystyle e^{+}e^{-}\rightarrow e^{+}e^{-}}
Lors de cette interaction un photon virtuel réalise l'échange entre les deux fermions.
Ce processus se décrit avec deux diagrammes de Feynman, l'un de diffusion classique et l'autre d'annihilation avec création de paires :

diffusion (canal t)
annihilation (canal s)

Les canaux {\displaystyle s} et {\displaystyle t} sont définis par les variables de Mandelstam.